# Albert Büchi
Albert Büchi (ur. 27 czerwca 1907 w Winterthur, zm. w sierpniu 1988 tamże) – szwajcarski kolarz szosowy, brązowy medalista mistrzostw świata.

## Kariera
Największy sukces w karierze Albert Büchi osiągnął w 1931 roku, kiedy zdobył brązowy medal w wyścigu ze startu wspólnego podczas mistrzostw świata w Kopenhadze. W zawodach tych wyprzedzili go jedynie Włoch Learco Guerra oraz Francuz Ferdinand Le Drogo. Był to jedyny medal wywalczony przez niego na międzynarodowej imprezie tej rangi. W tej samej konkurencji był też piąty wśród amatorów na mistrzostwach świata w Liège w 1930 roku oraz ósmy na rozgrywanych trzy lata później mistrzostwach świata w Montlhéry. Ponadto był między innymi pierwszy w Grand Prix de l'Écho d'Alger oraz trzeci w Mistrzostwach Zurychu w 1931 roku, a dwa lata później był pierwszy w Tour du lac Léman i drugi w Tour de Suisse. Czterokrotnie startował w Tour de France, najlepszy wynik osiągając w 1931 roku, kiedy był dziewiąty w klasyfikacji generalnej. Nigdy nie wystąpił na igrzyskach olimpijskich. Jako zawodowiec startował w latach 1931-1937.